# Zhongba
Zhongba (en chino, 仲巴县; pinyin, Zhōngbā xiàn) es la transliteración al 
chino de Drongpa (en tibetano, འབྲོང་པ་རྫོང; wylie, brong pa rdzong; literalmente, ‘lugar de los yaks’) un condado bajo la administración directa de la Prefectura Shigatse en la Región autónoma del Tíbet, República Popular China. Su área es 43 602 km² y su población total para 2010 fue más de 20 mil habitantes.

## Administración
El condado de Zhongba se divide en 13 pueblos que se administran en 1 poblados y 12 villas.